# Höskuldur Gunnlaugsson
Höskuldur Gunnlaugsson (sinh ngày 26 tháng 9 năm 1994) là một tiền vệ bóng đá người Iceland, hiện tại thi đấu cho Halmstads BK.

## Sự nghiệp quốc tế
Höskuldur từng thi đấu cho U-21 Iceland.